# Dynamenella conica
Dynamenella conica là một loài chân đều trong họ Sphaeromatidae. Loài này được Boone miêu tả khoa học năm 1923.